# Campionati europei di atletica leggera indoor 2019 - Salto in lungo maschile
Il concorso del salto in lungo maschile ai campionati europei di atletica leggera indoor di Glasgow 2019 si è svolto il 1° ed il 3 marzo 2019 presso la Commonwealth Arena and Sir Chris Hoy Velodrome.
La gara è stata vinta dal greco Miltiádis Tedóglou con la misura di 8,38 metri.

## Podio
| Pos.    | Atleta                  | Nazionalità |
| ------- | ----------------------- | ----------- |
| Oro     | Miltiádis Tedóglou      | Grecia      |
| Argento | Thobias Nilsson Montler | Svezia      |
| Bronzo  | Strahinja Jovančević    | Serbia      |

## Record
| Record                | Record          | Record | Record                          | Record          |
| --------------------- | --------------- | ------ | ------------------------------- | --------------- |
| Record del mondo      | Carl Lewis      | 8.79   | New York, Stati Uniti d'America | 27 gennaio 1984 |
| Record europeo        | Sebastian Bayer | 8.71   | Torino, Italia                  | 8 marzo 2009    |
| Record dei campionati | Sebastian Bayer | 8.71   | Torino, Italia                  | 8 marzo 2009    |

## Programma
| Data          | Ora   | Turno          |
| ------------- | ----- | -------------- |
| 1º marzo 2019 | 10:03 | Qualificazioni |
| 3 marzo 2019  | 11:35 | Finale         |

## Risultati

### Qualificazione
Si sono qualificati gli atleti che hanno saltato almeno la misura di 7,95 metri oppure i primi otto.
| Class | Atleta                  | Nazione       | #1   | #2   | #3   | Risultati | Note |
| ----- | ----------------------- | ------------- | ---- | ---- | ---- | --------- | ---- |
| 1     | Serhiy Nykyforov        | Ucraina       | 7.86 | 7.84 | 8.03 | 8.03      | Q    |
| 2     | Miltiádis Tedóglou      | Grecia        | x    | 8.01 |      | 8.01      | Q    |
| 3     | Thobias Nilsson Montler | Svezia        | x    | 7.95 |      | 7.95      | Q    |
| 4     | Tomasz Jaszczuk         | Polonia       | 7.86 | x    | x    | 7.86      | q    |
| 5     | Radek Juška             | Rep. Ceca     | 7.61 | 7.76 | 7.77 | 7.77      | q    |
| 6     | Eusebio Cáceres         | Spagna        | 7.76 | 7.69 | 2.46 | 7.76      | q    |
| 7     | Strahinja Jovančević    | Serbia        | 7.48 | x    | 7.73 | 7.73      | q    |
| 8     | Vladyslav Mazur         | Ucraina       | 7.57 | 7.56 | 7.64 | 7.64      | q    |
| 9     | Feron Sayers            | Gran Bretagna | 7.57 | x    | x    | 7.57      |      |
| -     | Jean-Pierre Bertrand    | Francia       | x    | –    | –    | nm        |      |
| -     | Lamont Marcell Jacobs   | Italia        | x    | x    | x    | nm        |      |
| -     | Amund Høie Sjursen      | Norvegia      | x    | x    | x    | nm        |      |
| -     | Izmir Smajlaj           | Albania       |      |      |      | dns       |      |

### Finale
| Class   | Atleta                  | Nazione   | #1   | #2   | #3   | #4   | #5   | #6   | Risultati | Note                                    |
| ------- | ----------------------- | --------- | ---- | ---- | ---- | ---- | ---- | ---- | --------- | --------------------------------------- |
| Oro     | Miltiádis Tedóglou      | Grecia    | x    | 8.12 | x    | 8.16 | 8.38 | –    | 8.38      | Miglior prestazione mondiale stagionale |
| Argento | Thobias Nilsson Montler | Svezia    | x    | 8.17 | 8.13 | x    | x    | x    | 8.17      | Miglior prestazione personale           |
| Bronzo  | Strahinja Jovančević    | Serbia    | 7.79 | 7.76 | 7.66 | x    | 8.03 | 7.75 | 8.03      | Record nazionale                        |
| 4       | Eusebio Cáceres         | Spagna    | x    | x    | x    | x    | 7.98 | x    | 7.98      |                                         |
| 5       | Serhiy Nykyforov        | Ucraina   | 7.64 | x    | x    | 7.77 | 7.89 | x    | 7.89      |                                         |
| 6       | Tomasz Jaszczuk         | Polonia   | x    | 7.69 | 7.78 | 7.80 | x    | x    | 7.80      |                                         |
| 7       | Radek Juška             | Rep. Ceca | x    | x    | 7.70 | x    | 7.63 | 7.79 | 7.79      |                                         |
| 8       | Vladyslav Mazur         | Ucraina   | 7.68 | x    | 7.72 | 7.75 | 7.72 | x    | 7.75      |                                         |